# مردان لنگرگاه
مردان لنگرگاه نقاشی رنگ روغن روی بوم است که در سال ۱۹۱۲ توسط هنرمند آمریکایی جرج بلوز ترسیم شد. این نقاشی در سال ۲۰۱۴ به قیمت ۲۵٫۵ میلیون دلار به نگارخانه ملی لندن فروخته شد.

## توصیف
مردان لنگرگاه نقاشی رنگ روغن روی بوم است که گروهی کارگر روزمزد که پالتو پوشیده‌اند را نشان می‌دهد که در لنگرگاه بروکلین کنار تعدادی اسب به دنبال کار هستند.